# The Madagascar Penguins in a Christmas Caper
The Madagascar Penguins in a Christmas Caper, también conocido en España como Madagascar: los pingüinos en travesura navideña o Los pingüinos de Madagascar: la misión, en Nickelodeon Latinoamérica como Los pingüinos de Madagascar en: misión navideña y originalmente en Hispanoamérica como Los pingüinos de Madagascar en una misión navideña, es un cortometraje de animación por computadora, producido por DreamWorks Animation (con una banda sonora producida por el músico James Dooley de Media Ventures), estrenado en salas de cine y en DVD en 2005. Los 12 minutos de la película muestran las aventuras de cuatro pingüinos, también conocidos como los Pingüinos de Madagascar, que viven en el Zoológico de Central Park y están entrenados como espías. 
Se estrenó en los cines el 7 de octubre de 2005 con la película Wallace & Gromit: The Curse of the Were-Rabbit. El corto fue posteriormente incluido en las ediciones finales de los DVD de la película Madagascar, los cuales fueron puestos en venta el 15 de noviembre de 2005. En Nickelodeon Latinoamérica fue transmitido en diciembre en víspera de Navidad de 2009.
El corto de animación fue dirigido por Gary Trousdale, producido por Teresa Cheng, y escrito por Michael Lachance.  

## Argumento
Esta historia transcurre dos años antes de lo sucedido en la película Madagascar, cuando el más joven de los pingüinos en el equipo, Cabo, sale del zoológico en la víspera de Navidad para encontrar un regalo para un solitario oso polar llamado Ted. Mientras camina por las calles de Manhattan, Cabo es capturado por una anciana que lo confunde con un juguete masticable, ese juguete era un regalo de ella para su cruel perro, el Sr. Chew (El Sr. Mordidas en Latinoamérica y El Sr. Muerdo en España). Los otros tres pingüinos, Skipper, Kowalski y Rico, van a rescatar a Cabo del apartamento de la anciana antes de que sea demasiado tarde. 
Al final de la película, los pingüinos invitan al oso Ted a su casa. Sin embargo, él ya había invitado a varios amigos más, lo que resulta en un enorme coro en una parodia de la canción navideña Jingle Bells:
Jingle Bells, monkey smells
Melman laid an egg
Marty thinks that Alex stinks
And camels say, "Oy Vey!"
En el doblaje:
Chimpancés, huele a pies
Melman lo gritó
Marty camina al revés
¡Porque Gloria lo pisó!

## Reparto de Voces
- Tom McGrath - Skipper, líder de los pingüinos.
- Chris Miller - Kowalski, el cerebro de los pingüinos.
- John DiMaggio - Rico, el demente y experto en armas de los pingüinos.
- Elisa Gabrielli - La anciana, vive en su apartamento con su perro Mr. Chew.
- Christopher Caballeros - Cabo, el menor de los pingüinos, que es secuestrado por la anciana al confundirlo con un juguete masticable para Mr. Chew.
- Frank Welker - Mr. Chew (Sr. Mordidas en Latinoamérica), el diabólico caniche de la anciana que ataca a Cabo.
- Esperanza Levy - Voz adicional
- Rif Hutton - Voz adicional
- Richard Miro - Voz adicional
- Mitch Carter - Voz adicional
- Lynnanne Zager - Voz adicional
- Bill Fagerbakke - Ted, un oso polar del Zoológico de Central Park.
- Sean Obispo - Portero y Narrador de TV
- Manel Fuentes - Skipper (doblaje castellano)
- Mario Arvizu - Skipper (doblaje latino)
- Idzi Dutkiewicz - Kowalski (doblaje latino)

Adicionalmente, los personajes de Madagascar Alex, Marty, Gloria, Melman, Mason y Phil hacen apariciones a modo de cameo.

## Fuente principal
- Esta obra contiene una traducción  derivada de «The Madagascar Penguins in a Christmas Caper» de Wikipedia en inglés, publicada por sus editores bajo la Licencia de documentación libre de GNU y la Licencia Creative Commons Atribución-CompartirIgual 4.0 Internacional.

- Datos: Q458802